# Pippo Baudo
Giuseppe Raimondo Vittorio Baudo (Militello in Val di Catania, 7 de junio de 1936 - Roma,16 de agosto de 2025), conocido como Pippo Baudo, fue un presentador de televisión y director artístico italiano.
Considerado uno de los referentes de la televisión en Italia, con más de cinco décadas de trayectoria, ha trabajado la mayor parte de su vida en la RAI, donde condujo programas de entretenimiento como Settevoci, Fantastico, Domenica in y Novecento. Aunque tuvo una breve etapa en Mediaset, casi toda su carrera se ha desarrollado en la televisión pública.
Ostenta el récord de presentaciones del Festival de la Canción de San Remo, trece en total, de las cuales fue además director artístico en siete ediciones. A lo largo de su trayectoria ha impulsado a celebridades como Lorella Cuccarini y Heather Parisi, además de la carrera de músicos como Laura Pausini, Andrea Bocelli, Anna Oxa, Giorgia, Fabrizio Moro y Elio e le Storie Tese entre otros.

## Biografía

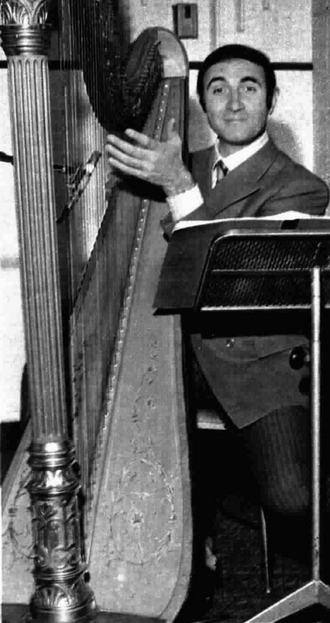
Pippo Baudo en 1970.

Nacido en un pueblo al sur de Sicilia, estudió derecho en la Universidad de Catania antes de dedicarse al mundo del espectáculo. Debutó acompañando al comediante Tuccio Musumeci en varios espectáculos de revista que él mismo presentaba. Después fue pianista y cantante de la orquesta Moonlight, con la que hizo su primera aparición en televisión en 1959, en el programa de Enzo Tortora.
En 1960 comenzo a trabajar como presentador en la RAI, la televisión pública. Su primer programa fue Guida degli emigranti, dedicado a la emigración italiana. Tras dirigir varios concursos y festivales de música, en febrero de 1966 quedó al frente del concurso musical Settevoci (1966-1970), considerado su primer gran éxito. En esa época Baudo se convirtió en uno de los rostros más conocidos de la televisión italiana, junto con Enzo Tortora, Mike Bongiorno y Corrado Mantoni.
A lo largo de su trayectoria se especializó en programas de espectáculos como Domenica in (1979-1983), Serata d'onore (1983-1986), Fantastico (1984-1987) y numerosos festivales de música. Desde su posición impulsó la carrera de bailarinas como Lorella Cuccarini, Heather Parisi y Alessandra Martines, así como la de numerosos artistas y comediantes, entre ellos el debut televisivo de Beppe Grillo. Posteriormente se ocupó de varios programas, con especial éxito al frente del concurso Luna Park (1994-1997) y del show de variedades Novecento (2000-2003).
Aunque ha desarrollado casi toda su carrera la televisión pública, Baudo tuvo dos etapas en el grupo privado Mediaset, propiedad de Silvio Berlusconi. En 1987 firmó un contrato exclusivo con Canale 5 que rescindió al año siguiente por discrepancias con Berlusconi; si bien la RAI no quería readmitirle, acabó aceptando por intermediación del político democristiano Ciriaco De Mita. La segunda etapa en Canale 5 duró desde 1997 hasta 1999, tras lo cual regresó a la RAI.
En sus últimos años, Baudo continuó haciendo numerosas apariciones como estrella invitada. En 2021 fue condecorado Caballero de Gran Cruz de la Orden al Mérito de la República Italiana, la máxima distinción honorífica de ese país.

### Festival de San Remo
Pippo Baudo ostenta el récord de presentaciones del Festival de la Canción de San Remo. En total ha dirigido trece ediciones en varias etapas: 1968; 1984-1985, 1987, 1992-1996, 2002-2003, y 2007-2008. Además ha sido director artístico de siete ediciones.
Debutó como presentador en el Festival de San Remo de 1968 junto con la actriz Luisa Rivelli. En los años 1980 estuvo al frente de dos ediciones muy recordadas: el festival de 1984, que deparó el triunfo de Al Bano y Romina Power con Ci sarà, y el festival de 1987, donde la victoria de Gianni Morandi, Umberto Tozzi y Enrico Ruggeri con Si può dare di più fue vista por más de 17 millones de espectadores, récord de audiencia en la televisión italiana. Ese certamen es también recordado por el anuncio de la muerte de Claudio Villa.
En 1994 asumió la dirección artística del Festival de San Remo. Desde su posición impulsó la carrera de numerosos artistas como Andrea Bocelli, Laura Pausini, Giorgia y Fabrizio Moro, quienes debutaron en la sección de Nuevas Propuestas, así como la irrupción nacional de Elio e le Stori Tese. Más allá de la música, los festivales de Baudo destacaron por su ritmo caótico, con actuaciones alargadas o irrupciones de espontáneos, e incluso algunas situaciones rocambolescas. La más recordada se dio al comienzo del Festival de 1995, cuando un señor amenazó con suicidarse desde el palco del Teatro Ariston; Baudo subió entre el público y logró convencerle para salvar su vida ante el aplauso de los espectadores.
En 2013, el Festival de San Remo le otorgó un premio especial a toda su carrera.

## Vida privada
Baudo tiene dos hijos: Alessandro, nacido de Mirella Adinolfi, nacido en 1962 y reconocido por el presentador en 1996 después de un breve asunto legal, y Tiziana, ahora su secretaria y asistente, nacida en 1970 de su matrimonio con Angela Lippi. También es abuelo de Nicholas y Nicole (2010), gemelos hijos de Tiziana y de Sean (1990), hijo de Alessandro, quien también lo convirtió en bisabuelo en 2010.